# Premier League 2024 (Taiwan)
La Taiwan Football Premier League 2024 è stata l'ottava edizione del massimo campionato di calcio di Taiwan. La stagione è iniziata il 10 aprile 2024 e si è conclusa l'8 dicembre successivo. 
Il Tainan City era la squadra campione in carica e si è riconfermata, vincendo il suo quinto titolo nazionale.

## Stagione

### Novità
Al termine della scorsa stagione è stato retrocesso il Taipei Deva Dragons, ultimo classificato della stagione regolare. Al suo posto, dalla Taiwan Challenge League è stato promosso il Taipei Vikings, primo classificato.

### Formula
Le 8 squadre partecipanti giocano un girone all'italiana con gare di andata, ritorno e andata, per un totale di 21 giornate. Al termine di esse la prima classificata è campione di Taiwan e si qualifica per la AFC Challenge League 2025-2026. 
L'ultima classificata è retrocessa in Challenge League, mentre la penultima gioca uno spareggio promozione-retrocessione per la permanenza in massima serie.

## Squadre partecipanti
| Club                  | Città        | Stagione Precedente           |
| --------------------- | ------------ | ----------------------------- |
| AC Taipei             | Taipei       | 4° in Premier League 2023     |
| Hang Yuen             | Nuova Taipei | 6° in Premier League 2023     |
| Ming Chuan University | Taoyuan      | 7° in Premier League 2023     |
| Taichung Futuro       | Taichung     | 5° in Premier League 2023     |
| Tainan City           | Tainan       | Campione di Taiwan            |
| Taipei Vikings        | Taipei       | 1° in Taiwan Challenge League |
| Taiwan Power Co.      | Kaohsiung    | 3° in Premier League 2023     |
| Leopard Cat           | Taipei       | 2° in Premier League 2023     |

## Classifica
|                   | Pos. | Squadra               | Pt | G  | V  | N | P  | GF | GS | DR  |
| ----------------- | ---- | --------------------- | -- | -- | -- | - | -- | -- | -- | --- |
| Taiwan (bandiera) | 1.   | Tainan City           | 49 | 21 | 15 | 4 | 2  | 60 | 16 | +44 |
| [ 1 ]             | 2.   | Taichung Futuro       | 43 | 21 | 13 | 4 | 4  | 41 | 19 | +22 |
|                   | 3.   | Hang Yuen             | 39 | 21 | 12 | 3 | 6  | 33 | 19 | +14 |
|                   | 4.   | AC Taipei             | 36 | 21 | 11 | 3 | 7  | 35 | 23 | +12 |
|                   | 5.   | Taiwan Power Co.      | 30 | 21 | 9  | 3 | 9  | 36 | 26 | +10 |
|                   | 6.   | Leopard Cat           | 22 | 21 | 6  | 4 | 11 | 24 | 35 | +11 |
|                   | 7.   | Ming Chuan University | 18 | 21 | 5  | 3 | 13 | 23 | 47 | -24 |
|                   | 8.   | Taipei Vikings        | 2  | 21 | 0  | 2 | 19 | 17 | 84 | -67 |

Legenda:
      Campione di Taiwan e ammessa alla fase campionato della AFC Challenge League 2025-2026.
      Ammessa agli spareggi della AFC Challenge League 2025-2026.
      Retrocesse in Seconda Divisione 2025-2026.
Regolamento:
Tre punti per la vittoria, uno per il pareggio, zero per la sconfitta.
In caso di arrivo di due o più squadre a pari punti, la graduatoria finale verrà stilata secondo la classifica avulsa tra le squadre interessate, ad eccezione dell'assegnazione dello scudetto e del quartultimo posto (ultimo posto salvezza), per i quali è previsto uno spareggio.
La classifica avulsa è compilata sulla base dei seguenti criteri:
- Punti negli scontri diretti
- Differenza reti negli scontri diretti
- Differenza reti generale
- Reti realizzate in generale
- Sorteggio

## Spareggio promozione/retrocessione
Lo spareggio è stato disputato dal Ming Chuan University, penultimo in Premier League, e dal Taoyuan International, terzo in Taiwan Second Division League. Il Gao Daguoguang, che si era classificato secondo nella seconda divisione, non è riuscito a completare la certificazione del club. Pertanto, Taoyuan International, che si era classificato terzo nella Seconda divisione di Taiwan nel 2024, è stato ammesso ai play-off.
|                       | Risultato |                       | Luogo e data             |
| --------------------- | --------- | --------------------- | ------------------------ |
| Ming Chuan University | 2-1       | Taoyuan International | Taipei, 18 dicembre 2024 |
|                       |           |                       |                          |